# ناهید طوبیا
ناهید طوبیا (انگلیسی: Nahid Toubia؛ زادهٔ ۱ ژانویهٔ ۱۹۵۱) جراح سودانی و فعال حقوق سلامت زنان است که تخصص اصلی او تحقیقات دربارهٔ ختنه زنان می‌باشد. او یکی از بنیانگذاران و مدیر شبکه رینبو (شبکه تحقیقات، اقدام و اطلاعات برای تمامیت جسمانی زنان) است. طوبیا به عنوان استادیار در دانشکده بهداشت عمومی دانشگاه کلمبیا فعالیت می‌کند و در کمیته‌های علمی و مشورتی سازمان جهانی بهداشت، یونیسف و برنامه برنامه عمران ملل متحد عضویت دارد. همچنین معاون رئیس کمیته مشورتی پروژه نظارت بر حقوق زنان در سازمان دیده‌بان حقوق بشر است.
طوبی با تمرکز بر سلامت باروری و نابرابری جنسیتی در آفریقا و خاورمیانه، نویسنده یا مترجم چندین کتاب است، از جمله زنان جهان عرب: چالش پیش رو (۱۹۸۸)، ختنه زنان: فراخوانی برای اقدام جهانی (۱۹۹۵)، و ختنه زنان.

## تحصیلات
طوبیا در شمال خارطوم سودان متولد شد و تحصیلات ابتدایی و متوسطه خود را در یک مدرسه کلیسایی محلی گذراند. به دلیل کیفیت پایین آموزش خصوصی در سودان، در آزمون دولتی شرکت کرد تا بتواند در دبیرستان دخترانه خارطوم پذیرفته شود. پس از آن یک سال دوره پیش‌پزشکی را در دانشگاه خارطوم گذراند و سپس برای تحصیل پزشکی به مصر رفت. در سال ۱۹۸۱ دوره جراحی خود را در بریتانیا به پایان رساند و موفق به اخذ مدرک PhD در بهداشت عمومی و سیاست از دانشکده بهداشت و پزشکی گرمسیری لندن شد. او در سال ۱۹۸۱ به عنوان عضو کالج سلطنتی جراحان پذیرفته شد و اولین جراح زن در سودان لقب گرفت.

## حرفه و تحقیقات
در سال ۱۹۸۵ به سودان بازگشت و به عنوان رئیس جراحی اطفال در بیمارستان آموزشی خارطوم مشغول به کار شد. او همچنین یک کلینیک اورژانس شخصی تأسیس کرد تا به بیمارانی که مراقبت کافی در بیمارستان‌های دولتی دریافت نمی‌کردند کمک کند. به دلیل ناآرامی‌های سیاسی در کشور، مجبور به بازگشت به بریتانیا شد و تحقیقات خود را دربارهٔ ختنه زنان (FGM) آغاز کرد. از سال ۱۹۹۰ به مدت چهار سال در شورای جمعیت در نیویورک کار کرد.
اگرچه طوبیا در سودان جراح بود، پس از ترک این کشور از طبابت کناره گرفت و تحقیقاتش را متمرکز بر موضوع ختنه زنان کرد. او در پروژه‌های تحقیقاتی متعددی شرکت داشته که به این موضوع پرداخته و راهکارهایی برای توقف این عمل ارائه داده‌اند. همچنین مقالاتی برای پزشکان در زمینه درمان قربانیان ختنه زنان تهیه کرده است. علاوه بر این، او در زمینه سایر جنبه‌های سلامت زنان از جمله مراقبت‌های پس از سقط جنین نیز فعالیت و تحقیق می‌کند.

## فعالیت‌ها
طوبیا بنیانگذار و رئیس شبکه تحقیقات، اقدام و اطلاعات برای تمامیت جسمانی زنان (Rainbo) است که یک سازمان بین‌المللی برای ریشه‌کن کردن ختنه زنان از طریق توانمندسازی زنان و تغییرات اجتماعی فعالیت می‌کند. این سازمان دارای دفتر در نیویورک و لندن بوده و در اوگاندا، آفریقای جنوبی، گامبیا و نیجریه فعالیت می‌کند. رینبو نقش مهمی در تغییر نگرش نسبت به ختنه زنان از یک موضوع صرفاً پزشکی به یک مسئله حقوق بشری ایفا کرده است.
طوبی در حال حاضر مدیر مؤسسه بهداشت باروری و حقوق در سودان است، یک سازمان مردم‌نهاد (NGO) که از زنان برای دریافت مراقبت‌های پزشکی ایمن و توافقی حمایت می‌کند.